# Geronación
Geronación est un groupe de hip-hop espagnol, originaire de Gérone. Il est formé par Apre (MC et producteur), Urban (MC), Metro (MC), Eddy (MC et photographe), Dejota Soyez (DJ et producteur) et Arse (logistique et coordination). 

## Biographie
Geronación se forme en 1991. Deux ans plus tard, en 1993 sort la démo Pa representar, rééditée en format CD en 2002. En 2006, le groupe se déclare inactif, et chaque membre part de son côté se consacrer à ses projets respectifs.

## Discographie
- 1997 : Guerrilla MC's (maxi)
- 1999 : En el sitio (LP)
- 2000 : Pa representar (LP)
- 2002 : El zulo (EP)[1]
- 2004 : Superhéroes del underground (maxi)[2]
- 2004 : Teatro (LP)